# Prix Erwin-Schrödinger
Le prix Erwin-Schrödinger  (en allemand : Erwin Schrödinger-Preis) est une récompense décernée annuellement par l'Académie autrichienne des sciences à des Autrichiens ou des personnes travaillant en Autriche pour leur réalisation dans les domaines des mathématiques et des  sciences naturelles.  

## Lauréats
- 1956 Erwin Schrödinger
- 1958 Felix Machatschki
- 1960 Erich Schmid
- 1962 Marietta Blau
- 1963 Ludwig Flamm et Karl Przibram
- 1964 Otto Kratky
- 1965 Fritz Wessely
- 1966 Georg Stetter
- 1967 Berta Karlik et Gustav Ortner
- 1968 Hans Nowotny
- 1969 Walter Thirring
- 1970 Erika Cremer
- 1971 Richard Biebl
- 1972 Fritz Regler et Paul Urban
- 1973 Hans Tuppy
- 1974 Otto Hittmair et Peter Weinzierl
- 1975 Richard Kiefer et Erwin Plöckinger
- 1976 Herbert W. König et Ferdinand Steinhauser
- 1977 Viktor Gutmann et Helmut Rauch
- 1978 Edmund Hlawka et Günther Porod
- 1979 Heinz Parkus
- 1980 Peter Klaudy et Hans List
- 1981 Kurt Komarek
- 1982 Othmar Preining
- 1983 Josef Schurz et Peter Schuster
- 1984 Leopold Schmetterer et Josef Zemann
- 1985 Adolf Neckel et Karl Schlögl
- 1986 Walter Majerotto et Horst Wahl
- 1987 Edwin Franz Hengge et Franz Seitelberger
- 1988 Wolfgang Kummer et Fritz Paschke
- 1989 Johannes Pötzl
- 1990 Manfred W. Breiter et Karl Kordesch
- 1991 Siegfried J. Bauer et Willibald Riedler
- 1992 Josef F. K. Huber et Karlheinz Seeger
- 1993 Benno F. Lux et Oskar F. Olaj
- 1994 Tilmann Märk et Heide Narnhofer
- 1995 Heinz Gamsjäger et Jürgen Hafner
- 1996 Alfred Kluwick
- 1997 Werner Lindinger et Thomas Schönfeld
- 1998 Peter Zoller
- 1999 Johann Mulzer
- 2000 Erich Gornik et Hans Troger
- 2001 Bernhard Kräutler et Siegfried Selberherr
- 2002 Ekkehart Tillmanns
- 2003 Erwin Hochmair et Hildegunde Piza-Katzer
- 2004 Anton Stütz et Jakob Yngvason
- 2005 Franz Dieter Fischer et Rainer Kotz
- 2006 Rainer Blatt
- 2007 Georg Brasseur et Thomas Jenuwein
- 2008 Georg Wick
- 2009 Bernd Mayer
- 2010 Walter Kutschera
- 2011 Gerhard A. Holzapfel[1]
- 2012 Jürgen Knoblich
- 2013 Nick Barton
- 2014 Denise Barlow
- 2015 Michael Wagner et Jiří Friml
- 2016 Martin Wegener
- 2017 Francesca Ferlaino
- 2018 Elly Tanaka et Peter Jonas
- 2019 Karlheinz Gröchenig et Helmut Ritsch
- 2020 László Erdős et Markus Arndt
- 2021 Christoph Bock (en)
- 2022 Robert Seiringer